# الغواصة الألمانية يو-744
غواصة يو-744 غواصة يو بوت ألمانية من غواصة الفئة السابعة سي بنيت لسلاح بحرية ألمانيا النازية كريغسمارينه، في أحواض شيتشاو-فيرك خلال الحرب العالمية الثانية.

## التصميم
سبقت الغواصات الألمانية من النوع VIIC الغواصات الأقصر من النوع VIIB. كان لدى U-744 إزاحة 769 طنًا (757 طنًا طويلًا) عندما كانت على السطح و871 طنًا (857 طنًا طويلًا) أثناء الغمر. كان طولها الإجمالي 67.10 مترًا (220 قدمًا 2 بوصة)، وطول بدن الضغط 50.50 مترًا (165 قدمًا 8 بوصة)، وعرضها 6.20 مترًا (20 قدمًا 4 بوصة)، وارتفاعها 9.60 مترًا (31 قدمًا 6 بوصة)، وغاطسها 4.74 مترًا (15 قدمًا 7 بوصة). كانت الغواصة مدعومة بمحركين ديزل رباعي الأشواط وست أسطوانات من طراز Germaniawerft F46 ينتجان ما مجموعه 2800 إلى 3200 حصان متري (2060 إلى 2350 كيلو واط؛ 2760 إلى 3160 حصانًا) للاستخدام أثناء الصعود إلى السطح، ومحركين كهربائيين مزدوجي الفعل من طراز AEG GU 460/8–27 ينتجان ما مجموعه 750 حصانًا متريًا (550 كيلو واط؛ 740 حصانًا) للاستخدام أثناء الغمر. كان لديها عمودان ومروحتان بقطر 1.23 متر (4 أقدام). كانت الغواصة قادرة على العمل على أعماق تصل إلى 230 مترًا (750 قدمًا).
كانت سرعة الغواصة القصوى على السطح 17.7 عقدة (32.8 كم/س؛ 20.4 ميل/س) وأقصى سرعة تحت الماء 7.6 عقدة (14.1 كم/س؛ 8.7 ميل/س). عندما تكون تحت الماء، يمكن للقارب أن يعمل لمسافة 80 ميلًا بحريًا (150 كم؛ 92 ميلًا) بسرعة 4 عقد (7.4 كم/س؛ 4.6 ميل/س)؛ عندما تكون على السطح، يمكنها أن تسافر 8500 ميل بحري (15700 كم؛ 9800 ميل) بسرعة 10 عقد (19 كم/س؛ 12 ميل/س). تم تجهيز الغواصة U-744 بخمسة أنابيب طوربيد بقطر 53.3 سم (21 بوصة) (أربعة مثبتة في المقدمة وواحدة في المؤخرة)، وأربعة عشر طوربيدًا، ومدفع بحري واحد SK C/35 بقطر 8.8 سم (3.46 بوصة)، و220 طلقة، ومدفعان مضادان للطائرات مزدوجان بقطر 2 سم (0.79 بوصة) C/30. وكان القارب مزودًا بما بين أربعة وأربعين وستين مدفعًا.

## تاريخ الخدمة
كانت لها دوريتان، واحدة من 2 ديسمبر 1943 حتى 15 يناير 1944 وأخرى من 24 فبراير 1944 حتى 6 مارس 1944. وأغرقت سفينتين في المجموع، إمباير هاوسمان في 3 يناير 1944، وسفينة الإنزال الدبابة إتش إم إس إل إس تي-362 في 2 مارس 1944.
أُجبرت يو-744 على الصعود إلى السطح في 6 مارس 1944، بعد مطاردة استمرت 31 ساعة من قبل السفن البريطانية والكندية. تعرضت لهجوم عميق من قبل إتش إم إس إيكاروس، مما تسبب في تخلي طاقمها عنها. تم التقاطهم من قبل الفرقاطة إتش إم إس كينيلورث كاسل، والفرقاطة الكندية إتش إم سي إس سانت كاثرينز، والكورفيتات إتش إم سي إس فينيل وإتش إم سي إس شيليواك والمدمرتين إتش إم سي إس شودير وإتش إم سي إس جاتينو في شمال المحيط الأطلسي. ثم صعد البحارة الحلفاء على متن يو-744، واستعادوا كتب الشفرات والوثائق الأخرى. وقد ضاع معظم هذا أثناء نقله بين الغواصة والسفن الحليفة. وبعد فشل محاولات سحب الغواصة إلى الميناء، أغرقت السفن الحربية الحليفة الغواصة U-744.

## ملخص نتائج الخدمة
| التاريخ      | اسم السفينة                 | الجنسية                    | حمولة | قدر  |
| ------------ | --------------------------- | -------------------------- | ----- | ---- |
| 3 يناير 1944 | إمبراطورية هوسمان           | المملكة المتحدة            | 7,359 | غرقت |
| 2 مارس 1944  | سفينة صاحبة الجلالة LST-362 | البحرية الملكية البريطانية | 1,625 | غرقت |